# Samuel Ferris
Samuel Ferris (Reino Unido, 29 de agosto de 1900-21 de marzo de 1980) fue un atleta británico, especialista en la prueba de maratón en la que llegó a ser subcampeón olímpico en 1932.

## Carrera deportiva
En los JJ. OO. de Los Ángeles 1932 ganó la medalla de plata en la carrera de maratón, recorriendo los 42,195 km en un tiempo de 2:31:55 segundos, llegando a meta tras el argentino Juan Carlos Zabala y por delante del finlandés Armas Toivonen (bronce con 2:32:12 segundos).